# Krebs-Fettmaus
Die Krebs-Fettmaus (Steatomys krebsii) ist ein mit mehreren disjunkten Populationen im südlichen Afrika verbreitetes Nagetier in der Gattung der Fettmäuse. Im Laufe der Jahre wurden einige Populationen als eigenständige Taxa beschrieben. Diese gelten laut Wilson & Reeder (2005) als Synonyme.

## Merkmale
Die Art ist im Vergleich zu anderen Gattungsvertretern klein und durch schmale Hinterfüße gekennzeichnet. Sie erreicht eine Kopf-Rumpf-Länge von 77 bis 95 mm, eine Schwanzlänge von 45 bis 55 mm und ein Gewicht von 17 bis 26 g. Weibchen sind etwas kleiner als Männchen. Die Hinterfüße sind 16 bis 19 mm lang und die Länge der Ohren beträgt 14 bis 18 mm. Je nach Verbreitung und Farbe des Untergrundes variiert das oberseitige Fell zwischen leuchtend orangebraun, blasser braun oder graubraun. Typisch sind eine weiße Unterseite und weiße Vorderpfoten, während die Füße wie der Rücken gefärbt sind. Alle Haare der Oberseite haben eine graue Basis. Von den Zitzen der Weibchen liegen vier auf der Brust und vier im Leistenbereich.

## Verbreitung
Populationen gibt es im südwestlichen und östlichen Angola, in der westlichen Hälfte Sambias, im Caprivizipfel von Namibia und im nördlichen Botswana. Weiterhin kommt die Art im südwestlichen und nordöstlichen Südafrika vor, wo sie möglicherweise angrenzende Bereiche von Botswana, Lesotho und Eswatini erreicht. Als Habitat dienen Buschflächen, die mediterranem Bewuchs ähneln, Strauchflächen der Hochebenen und Bergwiesen. Diese können feuchter sein als bei der Zambesi-Fettmaus (Steatomys pratensis). Typische Pflanzen sind die Gräser Trichoneura grandiglumis, Enneapogon scoparius, Zitronengräser und Arten der Gattungen Aristida sowie Heteropogon. Gelegentlich werden Ackerflächen besucht.

## Lebensweise
Die nachtaktive Krebs-Fettmaus ruht am Tage in selbstgegrabenen Bauen, die spiralförmig in die Tiefe führen. Sie lebt einzeln oder in Paaren und bewegt sich auf dem Erdboden. Als überwiegende Nahrung werden Gras- und andere Samen angenommen, obwohl der Magen eines Exemplars hauptsächlich Insektenreste enthielt. Ein Weibchen war im Februar mit fünf Embryos trächtig und ein anderes hatte im Oktober vier Jungtiere.

## Gefährdung
Die IUCN listet die Art aufgrund fehlender Bedrohungen und einer vermutlich stabilen Gesamtpopulation als nicht gefährdet (least concern).